# Нестеров, Александр Георгиевич
Александр Георгиевич Нестеров (27 августа 1959, Меновное, Восточно-Казахстанская область — ноябрь 2018) — советский и казахстанский футболист, нападающий, полузащитник.

## Биография
Воспитанник ДЮСШ Усть-Каменогорск. Дебютировал в 1980 году в «Локомотиве» Улан-Удэ. В дальнейшем играл за команды Казахской ССР во второй лиге первенства СССР «Восток» Усть-Каменогорск (1981), «Булат» Темиртау (1982—1984; 1990 — вторая низшая лига), «Шахтёр» Караганда (1985—1986, 1987—1990). В конце 1986 дебютировал за «Кайрат» Алма-Ата в Кубке Федерации. В марте — апреле 1987 сыграл два матча в высшей лиге, оба раза выходя на замену в последние 15 минут — против «Шахтёра» (0:1) и «Арарата» (0:1). Сыграл матч против «Зенита» в Кубке Федерации и вернулся в «Шахтёр». 1991 год провёл во второй низшей лиге, играя за «Кубань» Бараниковский.
В чемпионате Казахстана выступал за «Кокшетау» Кокчетав (1992) и «Шахтёр» Караганда (1992—1993). Завершил карьеру в 1999 году, провёдя три матча за клуб первой лиги РГШО Караганда.
В 2005 году — главный тренер «Булата-MSK» Темиртау, в 2006 — главный тренер клуба «Шахтёр-Юность». В 2007—2009 — тренер в карагандинском «Шахтёре».
Скончался в ноябре 2018 на 60-м году жизни.
Сын Евгений — также футболист и тренер.